# É Tudo Improviso
É Tudo Improviso foi um programa de televisão humorístico brasileiro de improvisação, exibido na TV Bandeirantes. Inicialmente, era exibido nas noites de segunda-feira, cobrindo as férias do Custe o que Custar. Posteriormente, firmou-se na grade de programação às terças. 
O programa contava com a participação, no elenco fixo, de integrantes dos grupos de improviso Cia.Barbixas de Humor,   As Olívias e Jogando no Quintal, além de convidados a cada exibição. O programa também contava com a comediante Carol Zoccoli como roteirista. A quarta temporada seria exibida pela Band nas férias de 2012 do programa CQC, mas em vez disso, foi exibido o reality-show Mulheres Ricas, e as três temporadas foram vendidas para a SKY da Inglaterra em uma feira mundial realizada nos Estados Unidos.A quarta temporada só estreou em TV aberta em 8 de julho de 2019 na Rede Bandeirantes, exibido nas noites de segunda-feira.
No final de 2012 o canal TBS comprou os direitos de exibição do programa na TV paga, com isso o programa se junta ao já exibido CQC. Em outubro de 2014, o canal TBS Brasil exibiu a quarta temporada do programa, a qual era inédita na TV brasileira.

## Sinopse
O programa era inicialmente um substituto de férias de outro humorístico de sucesso da Band, o CQC. O intuito do programa era incorporar espetáculos de improvisação teatral às telas da televisão, baseando-se no Jogando no Quintal e principalmente no Improvável. Com o sucesso ganhou mais uma temporada com algumas  mudanças. Os improvisadores se desafiam em diferentes jogos, com temas sugeridos pela plateia, sendo tudo criado na hora. Além disso, o programa conta com a banda Paraquedas.
Anteriormente o Jogando no Quintal tinha um quadro no Programa Novo, da TV Cultura, em que faziam pequenas apresentações. Ambos os programas tinham como base a improvisação. No mesmo ano, As Olívias lançaram uma websérie, que pode ser conferida no seu site ou no canal no Youtube.

## Elenco 1ª temporada

### Apresentador
- Marcio Ballas (Jogando no Quintal)

### Improvisadores
- Marco Gonçalves (Jogando no Quintal)
- Marianna Armellini (As Olívias)
- Cristiane Wersom (As Olívias)
- Elidio Sanna (Cia. Barbixas de Humor)
- Anderson Bizzocchi (Cia. Barbixas de Humor)
- Daniel Nascimento (Cia. Barbixas de Humor)

### Efeitos sonoros
- Banda Paraquedas (Chico Salem na Guitarra e Vocal, Daniel "Chuck" Ayres no Baixo e Vocal e Giba Alves na bateria).

### Convidados
Olha quem tá aí
- Marco Luque
- Bruno Motta
- Rogério Morgado
- Ben Ludmer
- Mauricio Meirelles
- André Bernardes
- Fernandinho ''Beat Box'' (participou também do A Platéia Faz o Som)

Caiu de paraquedas
- Marco Luque
- Nany People
- Rafinha Bastos (participou também do Cenas Absurdas e do Jogo da Cantada)
- Daniella Cicarelli
- Adriane Galisteu
- Rafael Cortez
- Oscar Filho (participou também do Cenas Absurdas)
- Otavio Mesquita
- Léo Lins

## Elenco 2ª temporada

### Apresentador
- Marcio Ballas (Jogando no Quintal)

### Improvisadores
- Marco Gonçalves (Jogando no Quintal)
- César Gouvêa (Jogando no Quintal)
- Guilherme Tomé
- Marianna Armellini (As Olívias)
- Cristiane Wersom (As Olívias)
- Marcio Ballas (Jogando no Quintal) (mais pro fim e esporadicamente)

### Efeitos sonoros
- Banda Paraquedas (Chico Salem na Guitarra, Daniel "Chuck" Ayres no Baixo, Giba Alves na bateria e Gabriel Stampfli na guitarra e trompete)

### Convidados
- Elidio Sanna
- Anderson Bizzocchi
- Daniel Nascimento
- Allan Benatti
- Booyou
- Ricardo Behrens (improvisador argentino)
- Gustavo Miranda (improvisador colombiano)
- Edinho
- Diego Becker
- Andrei Moscheto

## Elenco 3ª temporada

### Apresentador
- Márcio Ballas (Jogando no Quintal)

### Improvisadores
- Marco Gonçalves (Jogando no Quintal)
- Marianna Armellini (As Olívias)
- Cristiane Wersom (As Olívias)
- César Gouvêa (Jogando no Quintal)
- Guilherme Tomé
- Marcio Ballas (Jogando no Quintal) (esporadicamente)

### Efeitos sonoros
- Banda Paraquedas (Chico Salem na guitarra e vocal de apoio, Daniel "Chuck" Ayres no teclado, baixo, e vocal de apoio,  Giba Alves na bateria, Guilherme Guizado Mendonça no trompete e Débora Reis no vocal)

### Convidados
Caiu de paraquedas
- Paulo Bonfá
- Edgard Piccoli
- Banda Fresno
- Renata Fan
- Denilson
- Rita Cadillac
- Danilo Gentili (participou também do Cenas Absurdas)
- Negra Li
- Di Ferrero
- Felipe Andreoli

## Elenco 4ª Temporada (2014, 2019)

### Apresentador
- Marcio Ballas (Jogando no Quintal)

### Improvisadores
- Marco Gonçalves (Jogando no Quintal)
- Marianna Armellini (As Olívias)
- Cristiane Wersom (As Olívias)
- César Gouvêa (Jogando no Quintal)
- Guilherme Tomé
- Marcio Ballas (Jogando no Quintal)

### Efeitos Sonoros
Banda Paraquedas
- Daniel Ayres (Baixo/Teclado/Backing Vocal)
- Chico Salém (Guitarra/Backing Vocal)
- Giba Alves (Bateria)
- Débora Reis (Voz)
- Guilherme Guizado Mendonça (Trompete)

## Quadros

### Jogo do Troca-Troca
Nesse jogo, os jogadores criam uma cena e, toda vez que o apresentador dizer a palavra "troca", eles têm de mudar sua última fala ou sua última ação na cena.

### Jogo da Mãozinha
Os jogadores formam pares, sendo um jogador na frente e outro atrás fazendo as mãos do respectivo jogador.

### Olha Quem Tá Aí
Apresentação de stand up feita por um convidado, sem relação com a improvisação.

### Jogo da Cantada
O apresentador escolhe duas pessoas de sexos opostos da plateia e cabe aos jogadores conquistá-las, usando objetos ou figurinos que se encontram dentro de uma caixa, a Caixa Mágica.

### 5x2
Dois jogadores improvisam uma cena fazendo cinco personagens.

### Frases no Bolso
Dois jogam, os dois tem que pegar duas frases que eles nunca viram e improvisar uma cena.

### A Plateia Faz o Som
O apresentador escolhe alguém da plateia que deve se responsabilizar em fazer todos os sons da cena criada por dois jogadores.

### Caiu de Paraquedas
O convidado entra na história de repente com algum personagem assim que o mestre toca a campainha.

### Jogo do Diretor
Um jogador é escolhido diretor e outros três criam uma cena, sendo interrompidos no meio da cena pelo diretor, que decide se haverá mais ação, suspense, drama, romance etc.

### Cenas Absurdas
Com temas criados pela plateia ou por internautas, os jogadores têm que ser rápidos e criativos criando uma cena conforme o tema.

### Repórter Triglodita
Um jogador é escolhido como âncora e outros três se juntam para fazer um repórter triglodita e responder às perguntas do âncora simultaneamente.

### Controle Remoto
O apresentador usa um controle remoto e, no decorrer do jogo, paralisa a cena para pedir sugestões à plateia.

### Musical
Três jogam, no meio da cena e, quando os jogadores ouvirem o som da campainha, uma música começa para eles improvisarem um musical.

### Jogo do ABC
Nesse jogo, os jogadores tem de criar uma cena em 90 segundos, sendo que cada fala deve começar com uma letra específica, seguindo a ordem do alfabeto novo (incluem-se as letras K, Y e W). Se o jogador pular uma letra, esse é eliminado do jogo e a cena continua (quase sempre) com apenas um personagem.

### Objetos Ocultos
Um improvisador tem que adivinhar os três objetos que a plateia sugerir para a cena.

### Mais ou Menos
Esse jogo, três jogam, quando ouvirem a palavra MAIS, tem que aumentar o elogio ou a fala; e quando ouvirem MENOS, tem que diminuir o elogio ou a fala.

### Jogo das Coisas
Nesse jogo, formam-se duplas de jogadores. Cada dupla recebe um objeto que devem transformá-lo no maior número de coisas possíveis.

### Só Perguntas
Os jogadores só podem usar perguntas para dialogar.

### Surdo Mudo
A plateia sugere um idioma. Três jogadores realizam a cena. O primeiro jogador fala no idioma escolhido, o segundo traduz em português e o terceiro traduz em sinais.

### Jogo da Torta
Nesse jogo jogam todos os jogadores, dois sentam em dois banquinhos (um para cada um), a plateia sugere alguma palavra (da vontade de Marcio Ballas) e eles inventam alguma pequena cena que tem a ver com essa palavra, cada um tenta fazer o outro rir e quem rir primeiro, leva uma tortada na cara, então, o que levou a tortada volta para fila e entra o próximo improvisador.

### Jogo da Torradeira
Os jogadores, respectivamente posicionados em uma mesa (a torradeira), improvisam uma cena com um tema sugerido pela plateia. Entretanto, alguns deles estão agachados atrás da mesa e não podem participar da cena. Ao toque da campainha, aleatoriamente alguns dos participantes saem de cena e se agacham atrás da mesa e também aleatoriamente alguns dos que estavam escondidos se levantam e continuam a cena improvisada ou criam outra, seguindo o tema sugerido.

### Enxaqueca
Os jogadores contam uma história e quem levar uma martelada na cabeça tem que continuar.

### Conselhos de Boteco
Cada jogador na sua vez pede um conselho cantando ou rimando para o garçom que também é outro jogador. O garçom também deve responder cantando ou rimado.

### Cabra Cega
Os jogadores de olhos vendados tem que improvisar um cena como se estivessem vendo.

### A Plateia Faz o Cenário
É semelhante ao A Plateia Faz o Som; entretanto, o convidado da plateia tem que se fazer de objetos para a cena improvisada.

### Palavras Soltas
Dois jogadores improvisam uma cena sentados e, toda vez que o apresentador dizer uma palavra, eles devem acrescentá-la.

### Jogo das Emoções
O mestre congela a cena improvisada e troca a emoção dos jogadores. É o equivalente ao Salada de Estilos.

### Surdo Mudo
Três Jogadores jogam, sendo que Dois fazem o improviso com a voz, e o outro é o Surdo Mudo onde só faz o improviso através dos gestos com as mãos.

### Jogo da Novela
Os jogadores improvisam uma novela com apenas 3 capítulos, e a plateia escolhe se deseja ver o final bom o ruim da mesma.

### Jogo da Poesia
O jogador improvisa uma poesia para ser declamada a uma pessoa da plateia.

### Cenas Paralelas
Quatro jogadores fazem duas cenas e quando a campainha toca, a outra cena começa com a última palavra dita em uma cena.

### Carrossel de Personagens
Três jogadores terão que fazer os três personagens. Se um improvisador faz um personagem, ao tocar a campainha o outro deve continuar a fala anterior. É o equivalente ao "Quadrado Improvável"

### Corrida Contra o Tempo
Os atores improvisam uma cena em 1 minuto, e em seguida eles repetem a cena em um espaço de tempo cada vez menor.

### Jogo da Estátua
Os atores devem improvisar uma cena, quando o mestre fala "estátua!" os atores se paralizam, e entra um novo jogador para continuar a cena, este deve tirar algum jogador, e continuar a cena com o outro, usando a posição em que este está. 

### Filme  gringo
Dois atores interpretam uma cena, em algum idioma escolhido pela plateia, e outros dois devem realizar a tradução simultânea, o engraçado é que o ator interpreta uma coisa e falam outra em português, podendo mudar o rumo da cena.